# Kalugherovo, Haskovo
Kalugherovo (în bulgară Калугерово) este un sat în comuna Simeonovgrad, regiunea Haskovo,  Bulgaria. 

## Demografie
Componența etnică a satului Kalugherovo
     Bulgari (87%)
     Romi (2,66%)
     Nicio identificare (10,33%)
     Altele (0%)
La recensământul din 2011, populația satului Kalugherovo era de 300 locuitori. Din punct de vedere etnic, majoritatea locuitorilor (87%) erau bulgari, cu o minoritate de romi (2,66%). Pentru 10,33% din locuitori nu este cunoscută apartenența etnică.